# Bryan de Jesús
Bryan Alejandro de Jesús Pabón (Ibarra, Ecuador, 1995. február 10. –) ecuadori labdarúgó, az ecuadori El Nacional játékosa.

## Pályafutása
Bryan de Jesús első felnőtt bajnoki mérkőzését az ecuadori Universidad Católica csaptában játszotta, 2015-ben. 2016-ban az El Nacional csapata szerződtette, mely 2018-ban kölcsönadta őt a mexikói Club Necaxa csapatának. 2018 nyarán kölcsönvette őt a Puskás Akadémia. Két hónapot töltött a felcsúti csapatnál, ezalatt három bajnoki mérkőzésen egy gólt szerzett. Október 31-én felbontották a szerződését.

## További információ
- Adatlapja a mexikói bajnokság oldalán